# 調查國家社會主義罪行各邦司法行政中央辦公室
調查國家社會主義罪行各邦司法行政中央辦公室（德語：Zentrale Stelle der Landesjustizverwaltungen zur Aufklärung nationalsozialistischer Verbrechen），簡稱「中央辦公室」（德語：Zentrale Stelle）、「Z委員會」（德語：Z Commission）或「路德維希堡中央辦公室」（德語：Ludwigsburger Zentrale Stelle，因為該機構坐落於路德維希堡），是德國負責調查納粹時期戰爭罪行的主要機構。該機構擁有最多關於納粹時期罪行的檔案、文件與材料。
自2020年10月起，該機構的負責人是首席檢察官湯瑪斯·維爾。